# Chiesa di Santa Giustina (Solagna)
La chiesa arcipretale di Santa Giustina vergine e martire è il principale luogo di culto di Solagna, in provincia di Vicenza e diocesi di Padova; fa parte del vicariato di Valstagna-Fonzaso.
Unica parrocchiale del comune, nella sua giurisdizione ricadono anche l'eremo di San Giorgio e gli oratori della Regina della Pace (Camposolagna) e San Giovanni Battista (Colli Alti).

## Storia

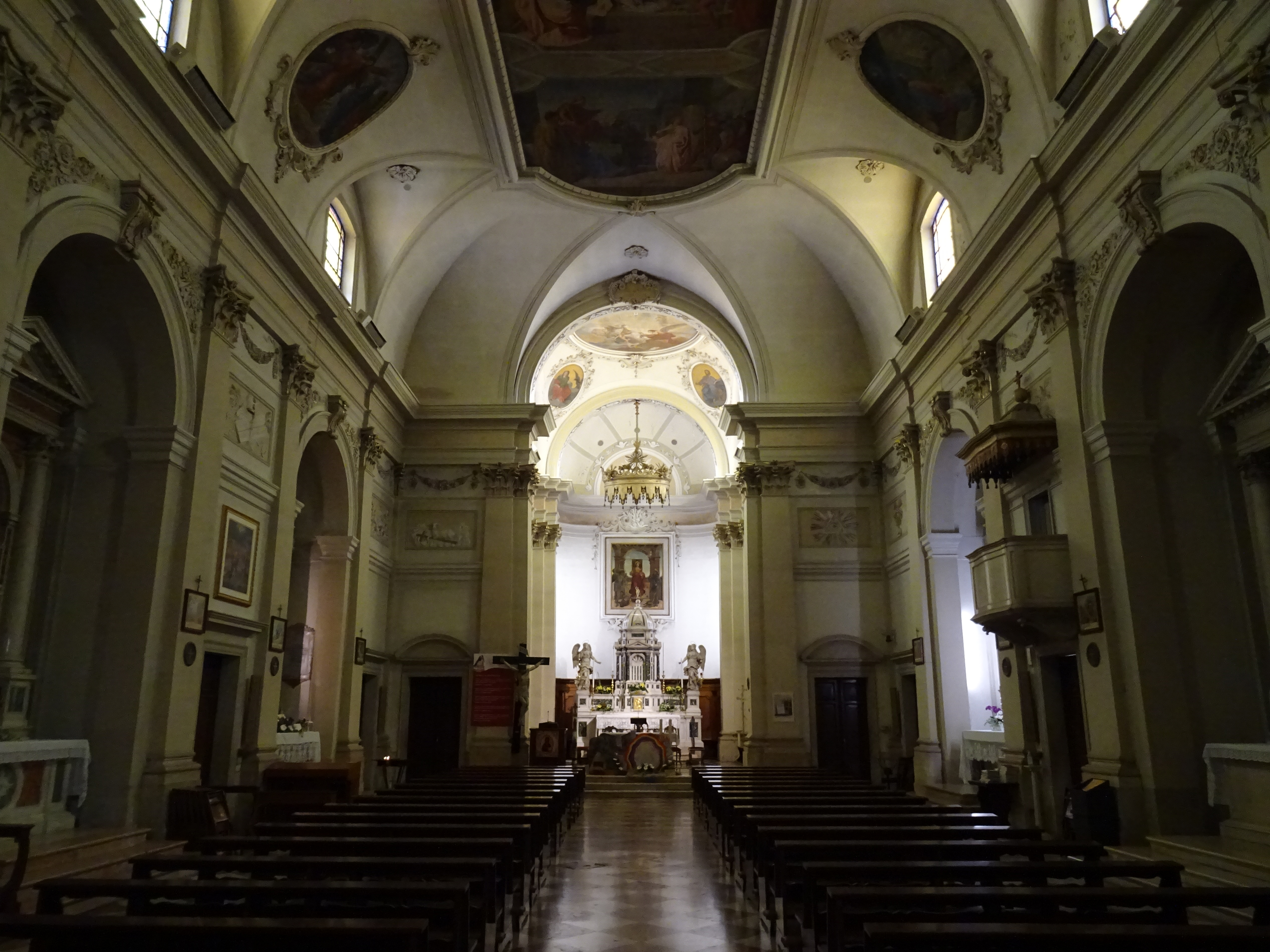
Interno

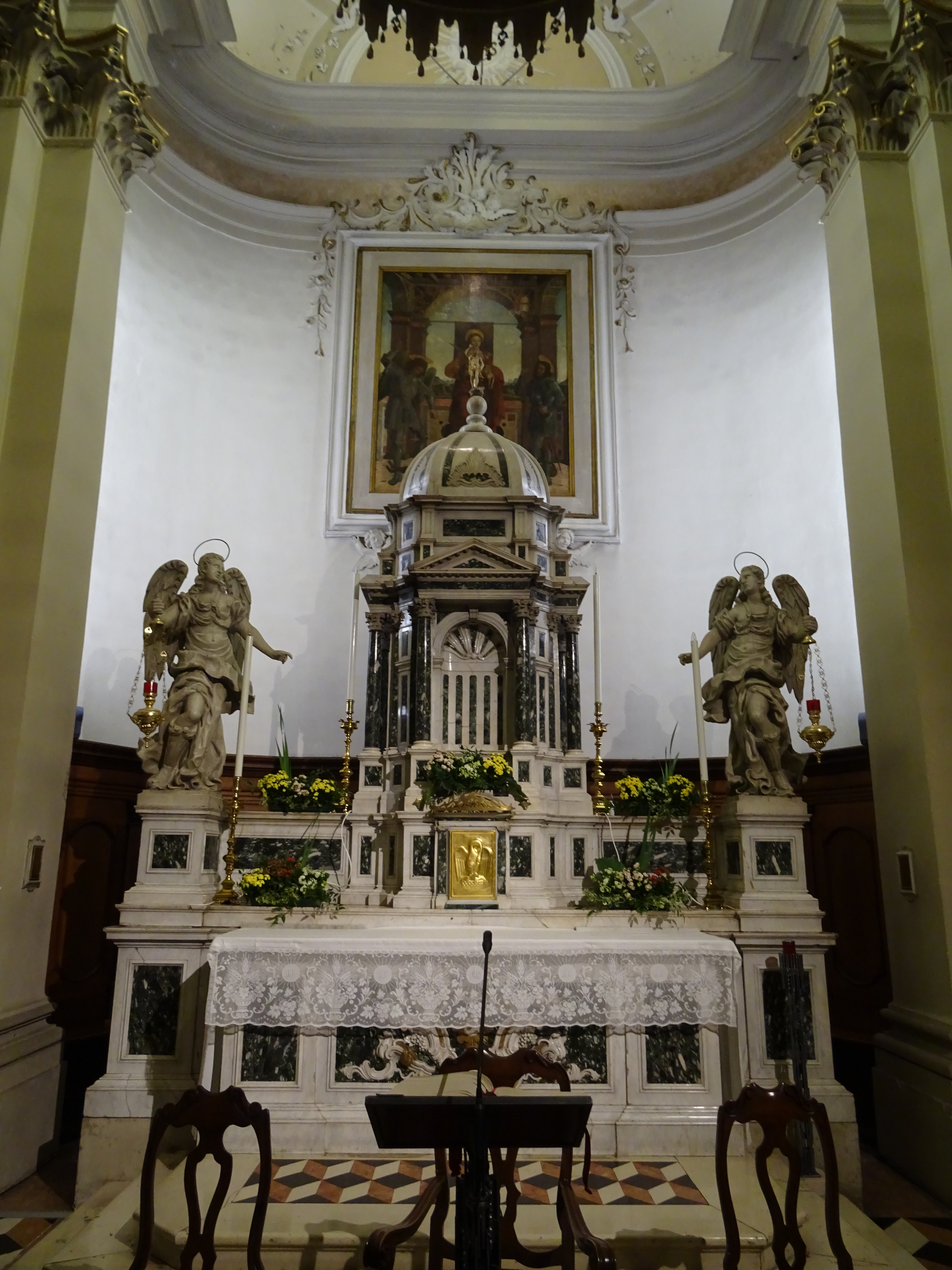
Altare maggiore

La prima citazione (beatissime Iustine virginis ecclesiam non longe a flumine Brente valle nuncupate Solane) è contenuta nell'atto del 917 con cui l'imperatore Berengario I dava in feudo il canale del Brenta al vescovo di Padova Sibicone, sottraendolo alla diocesi di Vicenza. La situazione fu confermata nel 1155 da papa Adriano IV al vescovo Giovanni Cacio. Questi documenti testimoniano come Santa Giustina rappresentasse allora il principale luogo di culto del canale, con giurisdizione sulla sinistra del fiume da Cismon a Cassola (e forse, almeno in un primo tempo, anche sulla destra).
Nel 1189 i capifamiglia del paese si riunirono presso la chiesa e giurarono fedeltà a Vicenza. Trascorsa la parentesi ezzeliniana, Solagna tornò alla città berica, pur rimanendo legata alla diocesi di Padova dal punto di vista ecclesiastico.
Per quanto riguarda la storia architettonica, dalla visita effettuata dal vescovo Pietro Barozzi nel 1488 sappiamo che la chiesa era costituita da tre navate, con quattro cappelle e sei altari. Questa struttura si conservò nel secolo seguente, quando furono citati, in aggiunta, il campanile con due campane e un piccolo ospizio gestito dai parrocchiani.
Il campanile fu ricostruito tra il 1760 e il 1776 in pietra viva, sotto la supervisione dell'ingegnere Bartolomeo Ferracina che ne progettò anche l'orologio. Nel 1816 il vescovo Francesco Scipione Dondi dall'Orologio annotò la costruzione ex novo del presbiterio.
L'edificio fu completamente rifatto tra il 1854 e il 1862, in stile neoclassico, e fu consacrato il 28 febbraio 1886.
Dopo la rotta di Caporetto del 1917 e l'evacuazione del paese, la chiesa fu chiusa e riaperta in occasione della Pasqua del 1919. L'ultimo importante restauro è degli anni 1960.

## Descrizione
Sull'altare della Vergine è esposta la Madonna dell'Aiuto, un olio su tavola di noce realizzata da un anonimo di scuola veneta nella prima metà del Cinquecento. Potrebbe trattarsi della più antica immagine raffigurante Maria Ausiliatrice, titolo che si vorrebbe ufficializzato da papa Pio V nel 1571. È da sempre oggetto di grande venerazione da parte dei solagnesi, che portarono con loro durante il profugato a Codogno nel corso della grande guerra. Questo episodio è ricordato da un altorilievo in bronzo posto alla base dell'altare.
Nel presbiterio è collocato un dipinto di Francesco Bassano il Vecchio, datato 1520 e raffigurante Santa Giustina tra i santi Michele e Giorgio. Si ricorda poi un ciclo di affreschi realizzati intorno al 1860 da Giuseppe Ghedina: sul soffitto tre episodi della vita di santa Giustina (Condanna, Martirio ed Esaltazione), nel presbiterio la Cena in Emmaus e il Risveglio di Elia nel deserto. Va citata, infine, una Sant'Anna lignea di Andrea Brustolon (XVIII secolo).
All'esterno, sulla parete orientale della sacrestia, ha trovato posto una lastra tombale raffigurante un religioso con i paramenti tipici degli arcipreti. Come riporta una lapide sottostante, essa fu qui collocata nel 1740 dopo essere a lungo servita per la sepoltura dei sacerdoti. Priva di fondamento la tradizione che la identifica con la tomba di Ezzelino II il Monaco, che sarebbe stata trasferita a Solagna dal monastero di Campese: Ezzelino morì nella prima metà del XIII secolo, mentre il manufatto fu realizzato attorno all'anno 1400.
Sempre all'esterno, sulla parete sudest della chiesa, è stata murata una lapide in ricordo di Bartolomeo Ferracina, con epigrafe composta da Natale Dalle Laste.